# Guillermo Lasso

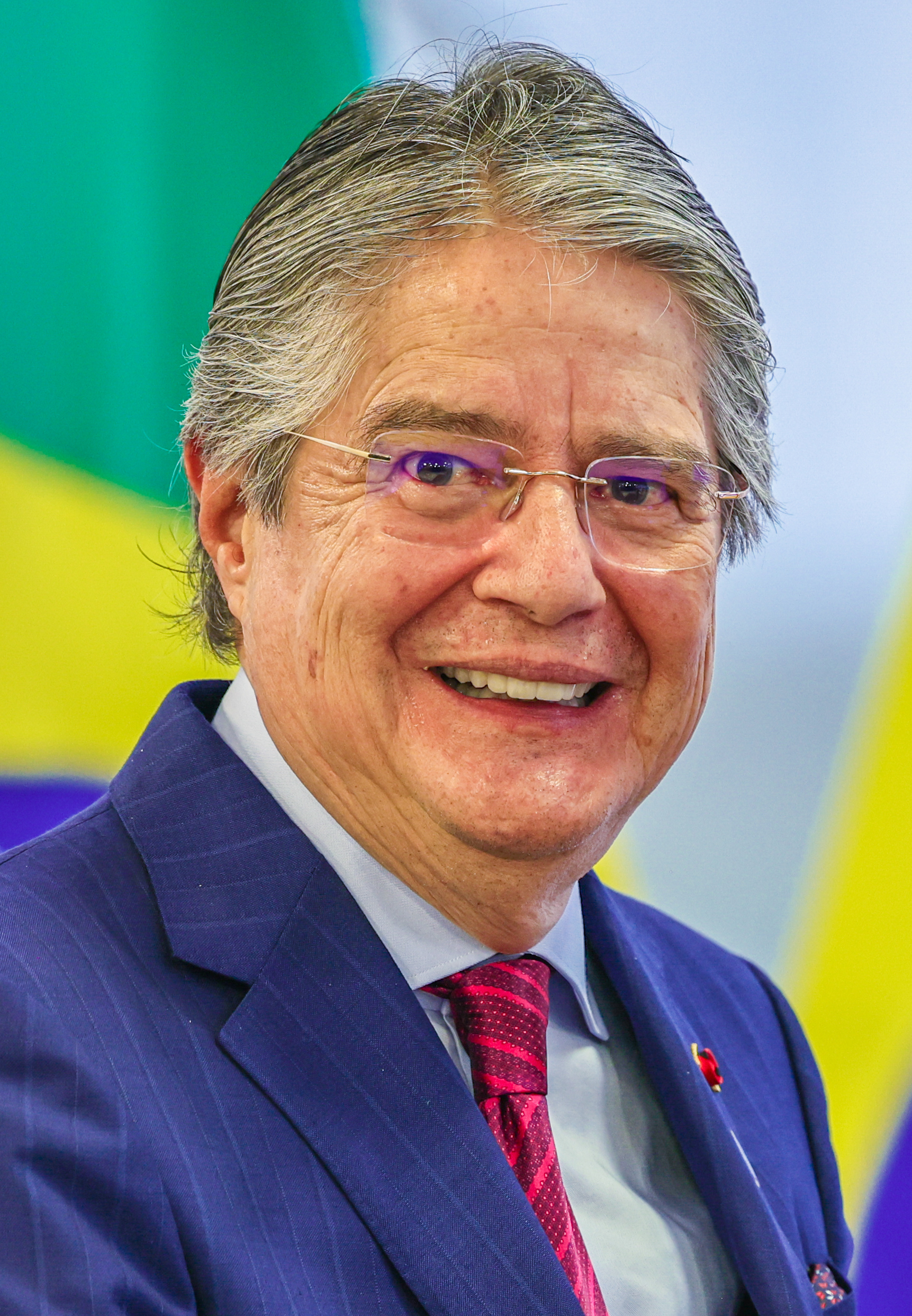
Guillermo Lasso, 2023

Guillermo Alberto Santiago Lasso Mendoza (* 16. November 1955 in Guayaquil) ist ein ecuadorianischer Politiker und ehemaliger Banker. Er gilt als neoliberal und konservativ und war von Mai 2021 bis November 2023 Präsident Ecuadors.

## Leben
Lasso stammt aus einer Mittelschichtsfamilie in Guayaquil und ist das jüngste von elf Kindern. Um seinen Schulbesuch am renommierten Colegio San José La Salle zu finanzieren, arbeitete er schon zu Schulzeiten als Hilfskraft an der Börse von Guayaquil. Er studierte Wirtschaft in Quito, brach das Studium jedoch ab, um beruflich tätig sein zu können. 1977, mit 22 Jahren, erhielt er über persönliche Beziehungen eine Stelle im Management des Kreditinstituts ProCrédito S.A. Über einige Zwischenstationen wurde er Vizepräsident der Banco Guayaquil in der wichtigsten ecuadorianischen Wirtschaftsmetropole. 1994 löste er seinen Schwager Danilo Carrera als Präsidenten der Bank ab. Er behielt diesen Posten durchgängig bis zum Jahr 2012.
Lasso ist verheiratet und hat fünf Kinder.
Er ist Mitglied der konservativen katholischen Personalprälatur Opus Dei und spricht sich strikt gegen gleichgeschlechtliche Ehen und Abtreibung aus.

## Politische Karriere

### Vor der Präsidentschaft
Im Sommer 1999 wurde Lasso nach dem Zusammenbruch der ecuadorianischen Wirtschaft durch den Präsidenten Jamil Mahuad Witt, den Lasso zuvor als Wahlkampfspender unterstützt hatte, zum ersten und einzigen Superminister ernannt, zuständig für das Management der Wirtschaftskrise. Lasso blieb nur einen Monat im Amt.

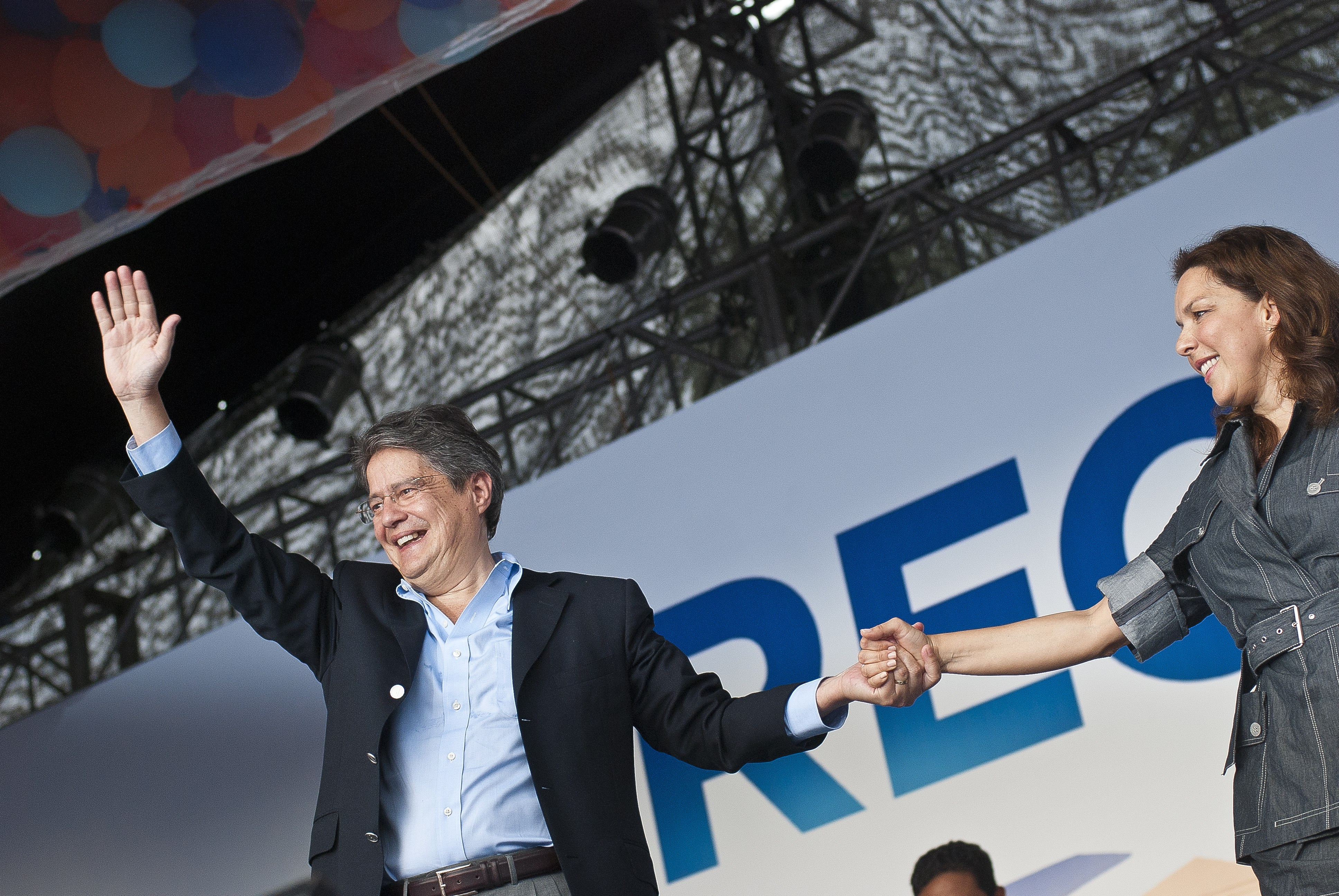
Lasso beim Wahlkampf für die Präsidentschaftswahl 2013

2012 gründete er die rechtskonservative Bewegung Creando Oportunidades (CREO, dt. Ich glaube), als deren Kandidat er bei den Präsidentschaftswahlen 2013 antrat. Er erreichte 2013 den zweiten Platz mit 22,68 % der gültigen Stimmen, während der Wahlsieger und Amtsinhaber Rafael Correa 57,17 % aller Stimmen erhielt.
Für die Präsidentschaftswahl 2017 eröffnete Lasso als Oppositionskandidat seine zweite Kampagne, im Wahlkampf kündigte er an, neben einem Politikwechsel das Asyl von Wikileaks-Gründer Julian Assange in der ecuadorianischen Botschaft von London beenden und eine Million Arbeitsplätze in Ecuador schaffen zu wollen. Bei der Wahl unterlag er in der zweiten Runde mit 48,8 % gegen Lenín Moreno, der 51,2 % erhielt.

### Präsidentschaft
Inmitten der COVID-19-Pandemie und einer schweren Wirtschaftskrise trat er zum dritten Mal als Präsidentschaftskandidat bei der Präsidentschafts- und Parlamentswahl in Ecuador 2021 an und lag in der ersten Runde deutlich hinter dem Sozialdemokraten Andrés Arauz. Lasso setzte sich nur hauchdünn gegen den grünen Kandidaten Yaku Pérez als Kandidat zur Stichwahl durch. Die Indigenenpartei Pachakutik rief nach dem knappen Ausscheiden ihres Kandidaten Pérez zum Wahlboykott auf. Für viele überraschend – Arauz lag bei fast allen Umfragen vorne – trug er dann bei der Stichwahl am 11. April mit 52,5 gegen 47,5 Prozent der Stimmen den Sieg davon und wurde Präsident Ecuadors. Ein Sechstel der Stimmen wurden als ungültig ausgewiesen, was als eine Ursache der Überraschung bewertet wurde. Lasso übernahm die Amtsgeschäfte am 24. Mai 2021 und bildete das Kabinett Lasso. Lassos Allianz aus der christsozialen PSC und seiner eigenen Partei CREO stellte nur 29 der 137 Mandate im Parlament. Als erste Leitlinien seiner Politik kündigte er unter anderem das Ziel eines Freihandelsvertrags mit den USA und China, eine Abschaffung der Devisensteuer und eine Reform der Rentenkasse an.
Im Juni 2022 kam es wegen anhaltender wirtschaftlicher Probleme und steigender Armut zu einem von indigenen Gruppen ausgerufenen Generalstreik und massiven Protesten, die zur Verhängung des Ausnahmezustands durch die Regierung Lasso führten. Im Zuge der Proteste gab es mehrere Todesfälle. Ein Amtsenthebungsverfahren im Parlament scheiterte.
Im Jahr 2023 setzte das Parlament ein zweites Amtsenthebungsverfahren wegen Veruntreuung gegen ihn in Gang. Dieses scheiterte bei einer Abstimmung knapp an der erforderlichen Zweidrittelmehrheit der Stimmen. Anschließend löste Lasso das Parlament am 17. Mai auf. Dazu wendete Lasso den im Artikel 148 der Verfassung vorgesehenen Mechanismus der „muerte cruzada“ (spanisch: „wechselseitiger Tod“) an, der dem Präsidenten erlaubt, die Nationalversammlung aufzulösen und vorgezogene Parlaments- und Präsidentschaftswahlen auszurufen. Bei den Neuwahlen am 20. August 2023 kandidierte Lasso nicht mehr für eine zweite Amtszeit. Als sein Nachfolger im Präsidentenamt wurde Daniel Noboa gewählt, der das Amt am 23. November 2023 von Lasso übernahm.

## Kontroversen
Im Mai 1997 musste sich Lasso wegen Unregelmäßigkeiten in Kreditgeschäften vor dem obersten Gericht Ecuadors verantworten. Ihm wurde vorgeworfen, bei der Veruntreuung von Geldern (485 Milliarden Sucres) zur Rettung der vor dem Konkurs stehenden Banco Continental mitgewirkt zu haben. Das Rechtsverfahren blieb ergebnislos.
Im Oktober 2021 erschien sein Name auf einer Liste der sog. Pandora Papers, die eine Reihe von Briefkastenfirmen verschiedener Prominenter in Steueroasen verzeichnet.
Die Internetzeitung La Posta berichtete im Jahr März 2023 von Verdachtsmomenten, die auf Verbindungen von Lassos Schwager Danilo Carrera mit der albanischen Mafia hinweisen. Außerdem gab es seit Anfang 2023 vermehrt Hinweise darauf, dass Lasso Gelder über Öltransportverträge veruntreut hatte.